# 天主教瓦尔迪维亚教區
天主教瓦尔迪维亚教區（拉丁語：Dioecesis Valdiviensis）是智利一個羅馬天主教教區，屬康塞普西翁總教區。
1910年6月14日成立自治傳教團，1924年9月25日升為宗座署理區。1944年7月8日升為教區。教區包括蘭科省和瓦尔迪维亚省南部四個市。2010年有教友237,000人（佔教區總人口79.8%）、三十一名司鐸、十七個堂區。現任教區主教為依納爵·杜卡塞·梅迪納。